# Скосарь яблонный
Скосарь яблонный (лат. Otiorhynchus cribricollis) — вид долгоносиков-скосарей подсемейства Entiminae.

## Распространение
Жук родом из средиземноморского регионе. Интродуцирован в Северную Америку.

## Описание
Жук длиной до 8 мм.

## Жизненный цикл
Самка откладывает яйца в почву, где и будут развиваться личинки.

## Экология
Эти долгоносики вредители виноградных лоз и фруктовых деревьев. Взрослые жуки питаются ночью, а днём прячутся в под корой деревьев и падют со своего места будучи потревоженными.